# 布兰维尔 (默尔特-摩泽尔省)
布兰维尔（法語：Brainville，法語發音：[bʁɛ̃vil]）是法国默尔特-摩泽尔省的一个市镇，属于布里埃区。

## 地理
布兰维尔（49°7'44"N, 5°48'20"E）面积9.92 平方千米，位于法国大東部大區默尔特-摩泽尔省，该省份为法国东北部内陆省份，是洛林的一部分，北邻比利时、卢森堡，北起顺时针与摩泽尔省、下莱茵省、孚日省和默兹省接壤。
与布兰维尔接壤的市镇（或旧市镇、城区）包括：阿拉蒙、弗里欧维尔、阿农维尔-叙泽蒙、雅尼、伊龙河畔维尔、拉伯维尔、瓦夫尔地区拉图尔。

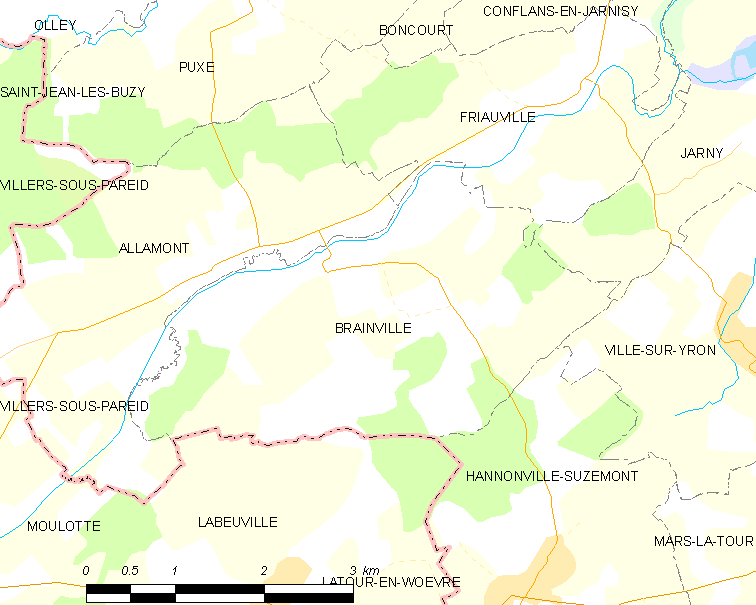
的OSM定位图

布兰维尔的时区为UTC+01:00、UTC+02:00（夏令时）。

## 行政
布兰维尔的邮政编码为54800，INSEE市镇编码为54093。

## 政治
布兰维尔所属的省级选区为雅尼县。

## 人口

1962-2008年间人口变化图示

布兰维尔于2022年1月1日时的人口数量为169人。